# Michael Gawlik
Michael Gawlik (* 21. November 1943 in Breslau; † 9. Februar 1985 in Leipzig) war ein deutscher Maler und Grafiker in der DDR.

## Leben und Werk
Die Familie Gawliks kam 1945 in der Folge des Zweiten Weltkriegs in die Sowjetische Besatzungszone. Gawlik absolvierte von 1959 bis 1961 in Leuna eine Lehre als Chemiefacharbeiter und arbeitete dann in seinem Beruf. Von 1965 bis 1970 studierte er bei Rolf Kuhrt, Hans Mayer-Foreyt und Gerhard Kurt Müller an der Hochschule für Grafik und Buchkunst Leipzig (HGBK). Anschließend war er in Leipzig freischaffend tätig. 1972 nahm er als einer von nur vier Künstlern aus der DDR (neben Gawlik Eberhard Frey, Wilfried Falkenthal und Hans-Gerhard Templin) in Eisfeld am II. Internationalen Künstler-Pleinair teil, das vom Mansfeld-Kombinat veranstaltet wurde. Anschließend erhielt er einen Werkvertrag mit dem Kombinat. Sein auf der VIII. Kunstausstellung der DDR gezeigtes Öl-Gemälde Nächtliche Landschaft veranlasste den Kunsthistoriker Hans-Joachim Mrusek zu der Feststellung, dass „neuerdings gerade jüngere Künstler die Poesie von Industrielandschaften“ entdecken, wobei er neben Gawlik Lutz Voigtmann nannte.
Von 1979 bis 1982 machte Gawlik an der HGBK ein Zusatzstudium. Danach gehört er zu den 15 Absolventen, die bei Werner Tübke am Bauernkriegspanorama in Bad Frankenhausen mitarbeiteten.
Gawlik war Mitglied des Verbands Bildender Künstler der DDR.
Bilder Gawliks befinden sich u. a. in der Kunstsammlung der Wismut GmbH, Chemnitz.

## Ausstellungen (unvollständig)
- 1968, 1974, 1979 und 1985: Leipzig, Bezirkskunstausstellungen
- 1976: Berlin, Ausstellungszentrum am Fernsehturm („Junge Künstler der DDR“)
- 1977/1978: Dresden, VIII. Kunstausstellung der DDR
- 1979: Schwerin, Staatliche Museen („Farbige Grafik in der DDR“)
- 1982: Leipzig („10 Jahre Leipziger Grafikbörse“)